# Dorit Aharonov

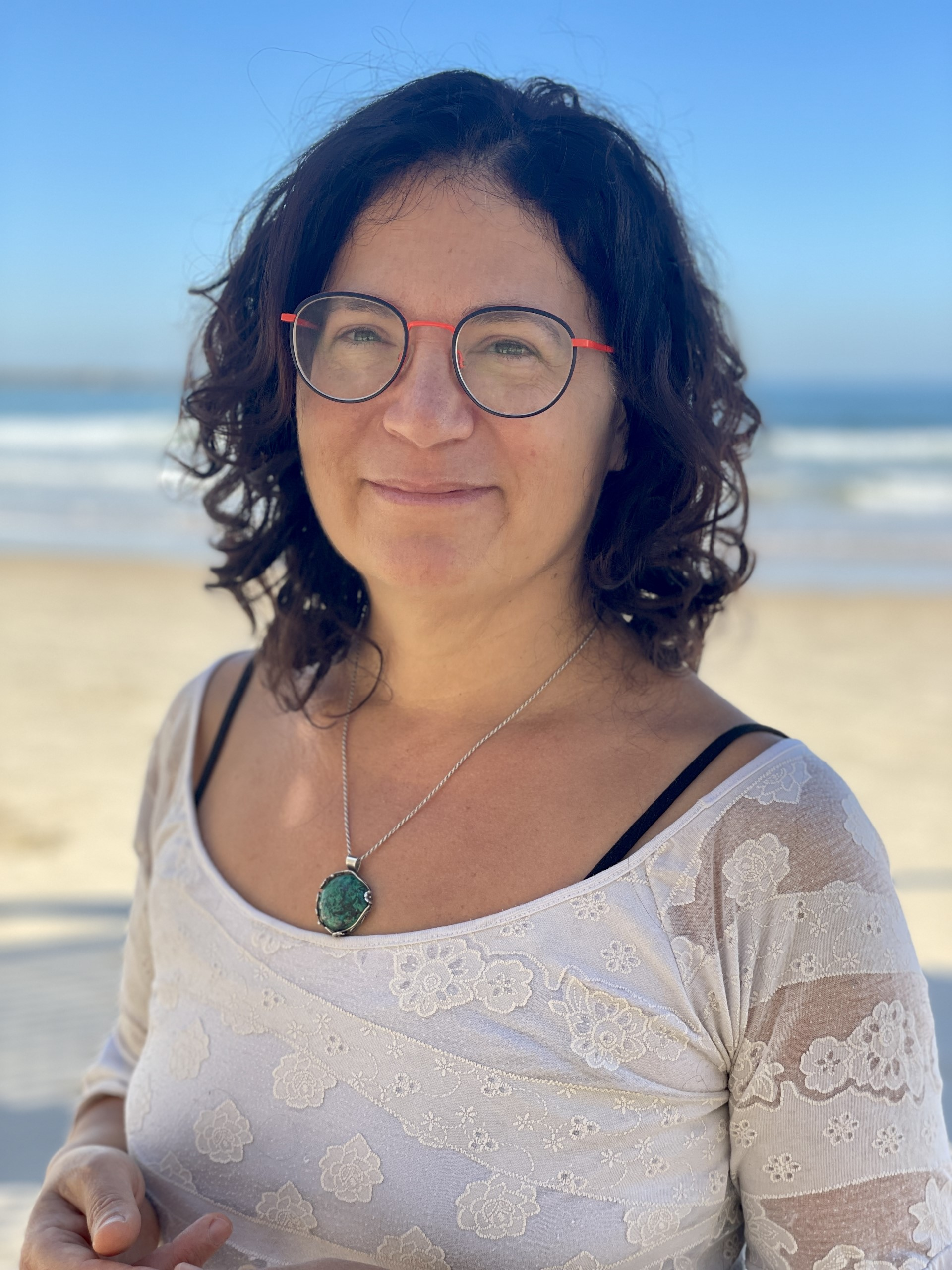
Dorit Aharonov

Dorit Aharonov (hebräisch דורית אהרונוב, * 1970) ist eine israelische Informatikerin und Physikerin, die sich mit Quanteninformatik befasst.

## Leben
Aharonov studierte an der Hebräischen Universität Jerusalem Mathematik und Physik mit dem Bachelor-Abschluss 1994, erwarb ihren Master-Abschluss in Physik am Weizmann-Institut für Wissenschaften und wurde 1999 an der Hebräischen Universität bei Avi Wigderson und Michael Ben-Or in Informatik promoviert (Noisy Quantum Computation). Als Post-Doktorandin war sie an der Princeton University und der University of California, Berkeley. 1998/99 war sie am Institute for Advanced Study. Sie ist Professorin an der Hebräischen Universität.
Sie untersuchte theoretisch Quantencomputer mit Rauschen und fand, dass ab einem bestimmten Rausch-Niveau ein Übergang zum klassischen Verhalten eintritt. Der Übergang ist nicht wie bis dahin häufig erwartet allmählich (Dekohärenz), sondern relativ sprunghaft wie bei einem Phasenübergang (ausgedrückt durch die von Aharonov eingeführte Quantenverschränkungs-Länge). Für niedriges Rausch-Niveau fand sie in den 1990er Jahren mit Michael Ben-Or, dass dennoch zuverlässig rechnende Quantencomputer möglich sind.
2004 bewies sie mit anderen, dass das adiabatische Modell des Quantencomputers im Wesentlichen mit dem herkömmlichen Modell identisch ist.
Aharonov ist offen bezüglich der Frage, ob Quantencomputer überhaupt realisierbar sind, sieht die Forschung daran aber als aufschlussreich zur Erkundung der Natur der Quantenmechanik.
Sie war 2010 Invited Speaker auf dem Internationalen Mathematikerkongress in Hyderabad (Indien) (Mathematical Aspects of Computer Science). 2024 wurde Aharonov zum Mitglied der National Academy of Sciences gewählt.
Sie ist die Nichte des Quantenphysikers Yakir Aharonov.

## Schriften
- mit Michael Ben-Or: Fault Tolerant Quantum Computation with Constant Error. Preprint 1996, arxiv:quant-ph/9611025
- Quantum to classical phase transition in noisy quantum computers. In: Physical Review A, Band 62, 2000, S. 062311, Abstract
- mit Wim van Dam, Julia Kempe, Zeph Landau, Seth Lloyd, Oded Regev: Adiabatic Quantum Computation is Equivalent to Standard Quantum Computation. In: SIAM J. of Computing, Band 37, 2007, S. 166–194, arxiv:quant-ph/0405098